# Rue d'Esquermes
La rue d'Esquermes est une rue de Lille, dans le Nord, en France. 

## Situation et accès
Située à la limite des quartiers administratifs de Wazemmes et de Vauban-Esquermes, la rue commence rue Gambetta et termine au boulevard de Metz, une antenne s'en détache pour devenir la rue de Loos.
Elle est desservie par les stations de métro Gambetta située sur la ligne 1 entre République-Beaux-Arts et Wazemmes, et la station de métro Cormontaigne située sur la ligne 2 entre les stations Port de Lille et Montebello à Lille.
Rues débouchant la rue d'Esquermes
- Rue de Brigode
- Place Casquette
- Rue Saint-Bernard
- Rue Delezenne
- Rue Fulton
- Rue de Loos
- Boulevard Montebello

## Historique
La rue d'Esquermes fait partie d'une des plus anciennes routes au départ de Lille, existant au Moyen-Âge, en direction de Béthune, correspondant au tracé de la rue de Béthune, de la rue Léon-Gambetta, de la rue du Faubourg de Béthune et de la route départementale 941 au-delà. Elle était la rue principale de la commune d'Esquermes rattachée à Lille en 1858, à laquelle elle doit son nom. Elle était nommée rue de Lille dans cette ancienne commune avant son annexion.